# الگینهو

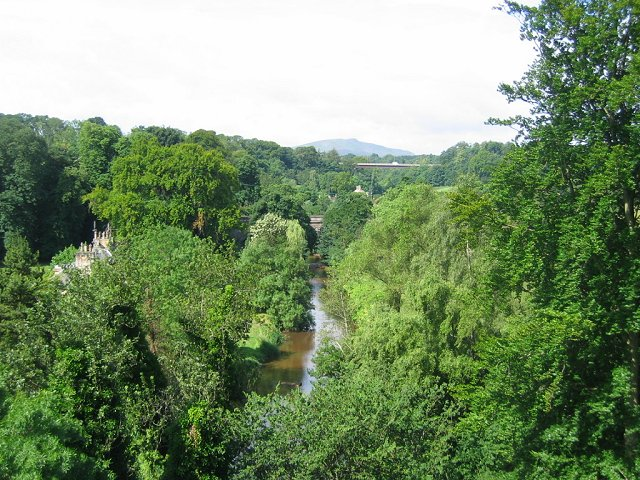
الگینهو در اسکاتلند

الگینهو (انگلیسی: Elginhaugh) یک کاستروم (قلعه جنگی رومی) است که در قرن اول میلادی در میدلودین اسکاتلند ساخته شده‌است. محوطهٔ الگینهو در یک کیلومتری غرب شهر دالکیت در جنوب شرقی ادینبرا قرار دارد. الگینهو در سال ۱۹۸۶ از طریق برداشت هوایی کشف شد و تا کنون بیش از همهٔ قلاع رومی در اسکاتلند کاوش شده‌است. از این قلعه احتمالاً بین سالهای ۷۹–۸۷ میلادی استفاده می‌شده‌است.